# Енгалычев, Николай Николаевич (полковник)
Князь Николай Николаевич Енгалычев (1865—1916) — полковник Генерального штаба.

## Биография
Родился 24 сентября 1865 года в дворянской семье, сын действительного статского советника Тамбовского губернского предводителя дворянства князя Н. И. Енгалычева и его жены его Надежды Павловны Игнатьевой, дочери генерала П. Н. Игнатьева; брат князя П. Н. Енгалычева.
Образование получил в Пажеском корпусе, который окончил в 1884 году. В августе этого же года из камер-пажей был произведён в корнеты в Кавалергардский Его Величества полк. Поручик с 1888 года. В 1891 году окончил Николаевскую академию генерального штаба. Штабс-ротмистр с 1891 года. Состоял при Петербургском военном округе.
В 1891 году был переведён в Генеральный штаб с чином капитана и назначением старшим адъютантом штаба 2-й Гвардейской кавалерийской дивизии, где служил по февраль 1895 года. Был командиром эскадрона лейб-гвардии Уланского полка в 1893—1895 годах. Обер-офицер для поручений при штабе войск Гвардии и Петербургского военного округа с февраля по сентябрь 1895 года. С 7 сентября 1895 года Николай Енгалычев находился в запасе Генерального штаба по Темниковскому уезду. Штабс-ротмистр гвардии с 1900 года, капитан гвардии с этого же года. В декабре 1904 года был уволен в отставку в звании подполковника. Однако через короткое время, в этом же месяце, вновь поступил на службу.
Был участником Русско-японской войны в качестве штаб-офицера для поручений при управлении генерал-квартирмейстера 2-й Маньчжурской армии. Затем состоял в распоряжении командующего 2-й Маньчжурской армии. Участвовал в боях под Сандепу и Мукденом. 24 июня 1906 года Енгалычев был уволен от службы по семейным обстоятельствам полковником и с мундиром. C началом Первой мировой войны был снова призван на военную службу в Генеральный штаб. Был штаб-офицером при цензурном отделе штаба армии, затем — штаб-офицером для поручений отделения генерал-квартирмейстера штаба 5-й армии. Позже состоял в распоряжении начальника Генерального штаба.
Умер в 1916 году, исключён из списков умершим 04.04.1916 года.

## Награды
- Награждён орденами Св. Станислава 3-й степени (1892), Св. Станислава 2-й степени с мечами (1906), Св. Анны 3-й степени с мечами и бантом (1906), Св. Анны 4-й степени (1907); мечами и бантом к ордену Св. Владимира 4-й степени (1915), а также орденами Св. Владимира 3-й степени с мечами (1915) и Св. Анны 2-й степени с мечами (1916).
- Высочайшее благоволение (1915, за отлично-усердную службу и труды).